# Kanton Toul
Toul is een kanton van het Franse departement Meurthe-et-Moselle. Het kanton maakt deel uit van het arrondissement Toul.
Op 22 maart 2015 werden de kantons Toul-Nord en -Sud opgeheven. Van een deel van deze kantons werd een nieuw kanton gevormd rond de hoofdplaats Toul. Van het kanton Toul-Nord werden de gemeenten Dommartin-lès-Toul, Écrouves, Foug, Laneuveville-derrière-Foug, Lay-Saint-Remy en Pagney-derrière-Barine opgenmomen en van Toul-Sud de gemeenten Bicqueley, Charmes-la-Côte, Chaudeney-sur-Moselle , Choloy-Ménillot, Domgermain, Gye, Pierre-la-Treiche en Villey-le-Sec.

## Samenstelling
Het kanton omvat de volgende gemeenten:
- Bicqueley
- Charmes-la-Côte
- Chaudeney-sur-Moselle
- Choloy-Ménillot
- Dommartin-lès-Toul
- Domgermain
- Écrouves
- Foug
- Gye
- Laneuveville-derrière-Foug
- Lay-Saint-Remy
- Pagney-derrière-Barine
- Pierre-la-Treiche
- Toul
- Villey-le-Sec